# Колькайнар
Колькайна́р (каз. Көлқайнар) — село у складі Жамбильського району Жамбильської області Казахстану. Входить до складу Колькайнарського сільського округу.
У радянські часи село називалося Участок совхоза імені Джамбула.
Населення — 76 осіб (2021; 90 у 2009, 131 у 1999, 121 у 1989).